# Cementerio de San Sebastián (Casabermeja)
El cementerio de San Sebastián es un Bien de Interés Cultural declarado en 2006, situado en Casabermeja, en la provincia de Málaga, España.
Se ubica en la zona de la ermita de San Sebastián, al noroeste del casco urbano, lugar alejado de las áreas de cultivo, muy ventilado y con un entorno paisajístico privilegiado. Originariamente fue el lugar de enterramiento de las clases humildes, hasta el año 1805 en que se generalizó su uso.

## Portada
Es la calle San Sebastián la que une la población de Casabermeja con el cementerio. Este se encuentra rodeado por una cerca construida, en su mayor parte, con un muro de poca altura, encalado, rematado con tejas árabes, y escalonado para adaptarse a la topografía del terreno. La portada, fruto de las intervenciones de rehabilitaciones recientes, se construye mediante un vano central de medio punto inserto en un rectángulo y frontón superior. Trasdosados a la portada se disponen dos cuerpos más bajos que conforman sendas loggias porticadas de tres vanos cada una que cierran un espacio central, de forma trapezoidal, denominado plaza de San Sebastián. Desde la entrada se accede a un espacio lineal pavimentado con cantos rodados que conduce hasta la ermita de San Sebastián.

## La ermita
La ermita es de una sola nave formada por tres bóvedas de arista apoyadas sobre pilastras. En el presbiterio se ubica el retablo de San Sebastián, compuesto de un cuerpo de una calle, con hornacina central que alberga la imagen titular, flanqueada con dobles pilastras y entablamento superior que da paso al ático.
El exterior presenta una portada construida con líneas muy simples, rematada con un frontón triangular con óculo central coronada por una espadaña, de un solo vano que alberga una campana. En el flanco noreste se adosa un cuerpo que alberga una sala de autopsias.

## Distribución y nichos
Los nichos fueron instalándose sin modelo prefijado, conformándose a lo largo del tiempo, y produciendo progresivas colmataciones del recinto, atendiendo básicamente a los condicionantes topográficos del terreno. En la zona oeste se disponen principalmente los nichos familiares más antiguos, que además se corresponden con los de mayor valor artístico. Estos nichos presentan gran variedad de formas y tamaños. Son de planta rectangular, y se encuentran adosados unos a otros, cubiertos con bóvedas de cañón de altura variable. En la parte trasera no presentan decoración y en la zona frontal se disponen portadas de muy distintas características formales. Se estructuran con uno o dos cuerpos; la parte baja se corresponde con el espacio cubierto por la bóveda y lleva una puerta de acceso a la misma, tradicionalmente en forma de arco y protegida con una reja de hierro forjado por donde se introduce el féretro. El cuerpo alto se añade para realzar el conjunto y es el lugar donde se coloca la lápida protegida por una puerta de vidrio o barrotes, terminando dicho cuerpo en frontón triangular o curvo rematado con una cruz de hierro forjado. Las portadas se encuentran decoradas con todo tipo de elementos clásicos, como pilastras, molduras y frontones, siendo el acabado tradicional a base de enfoscado y pintura de cal blanca.
Al sur se encuentran, en una zona más baja separada por la propia topografía del terreno, los enterramientos a pie de tierra o tumbas tradicionales, señaladas generalmente por piedras blanqueadas y, ocasionalmente, por pequeños túmulos colocados sin guardar ningún orden ni alineación. En esta zona se han ido colocando modernamente nichos individuales sobrepuestos pegados a la tapia exterior aumentando considerablemente el grosor de la misma.

## Calles
En el pavimento de la mayor parte de las calles, remozadas recientemente, se pueden distinguir dos partes: La calzada pavimentada con cantos rodados y mortero de cemento y los acerados pavimentados con solería de barro y ladrillo que, adaptándose a la topografía, se escalonan formando una plataforma delante de los nichos.

## Situación y entorno
El cementerio ocupa una posición avanzada respecto al casco urbano de Casabermeja, manteniéndose un vacío edificatorio en torno al mismo, salvo en el punto en el que se produce la unión entre el cementerio y el caserío. Así pues, el complejo destaca sobre un dilatado entorno vacío, debido a la topografía del terreno en el que se enclava, al este del caserío y a una cota ligeramente inferior, con una pendiente más acusada al sur y al este, discurriendo a sus pies los cauces del arroyo del Pozuelo y del río Guadalmedina, mientras que la pendiente se suaviza en las vertientes norte-noroeste. La configuración y situación del Cementerio de Casabermeja permiten entenderlo y valorarlo, no como ámbito circunscrito por un muro perimetral que lo aislaría de su entorno, sino como espacio abierto a través del cual el núcleo de población se relaciona con el paisaje rural próximo.

## La dulce mano de la Rosa Blanca
El cementerio fue escenario de rodaje en 2009 del cortometraje La dulce mano de la Rosa Blanca dirigido por el italiano Davide Melini.